# ورژ مناتساکانیان
ورژ گارگینی مناتساکانیان (ارمنی: Վրեժ Գարեգինի Մնացականյան؛ زادهٔ ۱۰ اوت ۱۹۴۲) یک  سیاستمدار اهل ارمنستان است که از تاریخ ۱۹۹۰ تا تاریخ ۱۹۹۵ سمت نمایندگی دوره اول شورای عالی جمهوری ارمنستان را برعهده داشت.

## زندگی‌نامه
در 	۱۰ اوت ۱۹۴۲ ‏در ارمنستان به دنیا آمد . 